# ナナ・ヴィジター
ナナ・ヴィジター（Nana Visitor、1957年7月26日 - ）は、アメリカ合衆国の女優。ニューヨーク市出身。本名：ナナ・タッカー（Nana Tucker）。芸名のヴィジター（Visitor） は母親の旧姓からとったものである。

## 来歴
父はブロードウェイの振付師、ロバート・タッカー。母はバレエインストラクターのネネット・チャリシーという、ダンサーのサラブレッドと言える家系に生まれる。
DS9の第2シーズン中の1994年に当時の夫であるニック・ミスクージィと離婚したナナは、1996年に、ジュリアン・ベシア役のアレクサンダー・シディグとの間に、ジャンゴ (Django El Tahir El Siddig) を出産し、翌年1997年に結婚。しかし、お互いの方向性の相違が原因で2001年4月に離婚。2003年4月にシカゴに会社を持つマシュー・リマー (Matthew Rimmer) と結婚する。

## 出演作品

### 映画
- チョイス!(2008)
- 13日の金曜日(2009) - パメラ・ボーヒーズ
- テッド2（2015） - 養子縁組紹介所の職員

### テレビ
・新ナイトライダー(Knight Rider Season.4)「山火事！放火犯を新兵器で追え!!」-サンドラ・ラスク
- スタートレック:ディープ・スペース・ナイン (Star Trek: Deep Space Nine) - キラ・ネリス
- ダークエンジェル(Dark Angel) - マダムX（エリザベス・レンフロ）
- They Are Among Us - コレット（2004）
- Wild fire - ジーン・リッター（2005）
- トーチウッド 人類不滅の日（2011）
- CSI:科学捜査班5

#### 声優
- ファミリー・ガイ - リタ
- スタートレック:ローワー・デッキ (Star Trek: Lower Decks) - キラ・ネリス

### 舞台
- ミュージカル・シカゴ - ロクシー・ハート（1999～2001）
- ミュージカル・42番街 - ペギー ソーヤー
- ミュージカル・ジプシー - ローズ・リー

## 小惑星
2001年にカナダの天文学者ビル・ヤングによって発見された、小惑星26733は、ナナの名前を取ってNanavisitorと名付けられた。